# Peter Johann Hecker

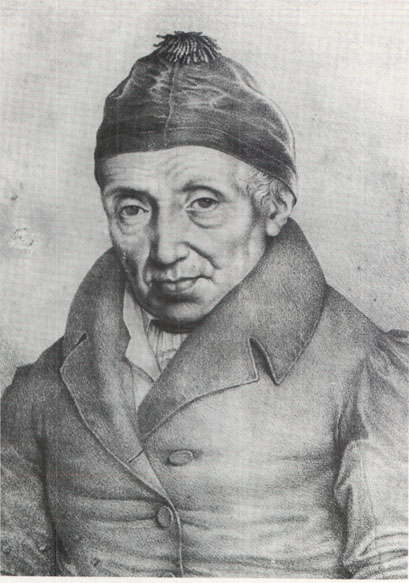
Peter Johann Hecker, Professor der Mathematik

Peter Johann Hecker (* 18. Oktober 1747 in Stargard in Pommern; † 17. September 1835 in Rostock) war ein deutscher Mathematiker und Hochschullehrer.

## Leben
Peter Johann Heckers Vater war der aus Werden an der Ruhr gebürtige Theologe Andreas Petrus Hecker, 1759 Begründer der Stargarder Realschule, zuletzt Archidiakon an der Stargarder Marienkirche und ein Bruder des Schulreformers Johann Julius Hecker. Der Schulmann und Theologe Gotthilf Samuel Hecker war sein Bruder.
Hecker wuchs in Berlin bei seinem Onkel Johann Julius Hecker auf und besuchte von 1757 bis 1764 die von diesem begründete Ökonomisch-mathematische Realschule, das spätere Königliche Friedrich-Wilhelm-Gymnasium. Er studierte von 1764 bis 1767 an der Universität Halle, wo er sich der Theologie, Mathematik und Physik widmete, u. a. bei Johann Andreas von Segner. Ab 1767 war er in Berlin als Lehrer für Mathematik und Physik an dem der vorgenannten Realschule angeschlossenen ersten preußischen Lehrerseminar tätig.
1775 kam er als Lehrer an das Pädagogium der Friedrichs-Universität in Bützow.
1778 wurde er vom Herzog Friedrich von Mecklenburg als Nachfolger von Wenzeslaus Johann Gustav Karsten an die Universität Bützow berufen. 
Obwohl er noch nicht promoviert worden war, wurde er zum ordentlichen Professor der Mathematik ernannt. Die erforderliche Promotion zum Doktor phil. erfolgte erst 1779 an der Philosophischen Fakultät in Bützow. Von 1778 bis 1789 leitete Hecker die Universitätssternwarte zu Bützow. Während seines Wirkens an der Bützower Universität war er 1780, 1783 und 1787 deren Rektor und 1782/83 Dekan. 
Nach der im April 1789 durch Herzog Friedrich Franz I. erfolgten Wiedervereinigung der Rostocker und Bützower Universitäten wurde er in Rostock zum herzoglichen Professor der Mathematik ernannt. In seiner Zeit an der Rostocker Universität war er mehrmals Dekan der Philosophischen Fakultät und 1799/1800 Rektor.
An beiden Universitäten hatte er weitere administrative Funktionen inne: So war er ab 1787 der Leiter der Witwenkasse für die Hof- und Staatsdienerschaft, von 1796 bis 1835 Administrator der Professoren-Witwenkasse und von 1797 bis 1835 Inspector Stipendiorum et Convictorii. Er betrieb Forschungen zur Sternenkunde und Meteorologie. Dies brachte ihm von 1788 bis 1832 die Verantwortung für den mathematischen Teil sämtlicher Mecklenburg-Schwerinscher (Staats)Kalender, die von ihm durch populärwissenschaftliche Aufsätze für die Bevölkerung ergänzt wurden. In Rostock war er Aufseher der akademischen Gebäude, Direktor der Sternwarte, Mitvorsteher der Ersparniskasse, ab 1801 Ehrenmitglied der Mecklenburgischen Naturforschenden Gesellschaft und ab 1817 des Mecklenburgischen Patriotischen Vereins sowie Direktor der Rostockschen Bibelgesellschaft.
Hecker versah die Rostocker Universitäts- und andere herrschaftliche Gebäude mit Blitzableitern, womit vor ihm schon sein rätlicher Professorenkollege Gustav Schadeloock an der Jakobikirche begonnen hatte. Er bestimmte die geographische Breite Rostocks (54 Grad 5 Minuten und 45 Sekunden) mit einem vom Grafen Friedrich von Hahn aus Remplin ausgeliehenen Quadranten. In den Jahren 1799/1800 verfasste er ein dreiteiliges Werk Über den gewöhnlichen Vortrag der Anfangsgründe der Lehre von den entgegengesetzten Größen – den negativen Zahlen.
Am 12. Dezember 1828 beging Hecker sein 50-jähriges Professorenjubiläum. Aus Anlass dieses Jubiläums wurden vom Herzog Friedrich Franz I. beim Obermünzmeister Franz Anton Nübell zwei Gold- und 50 silberne Ehrenmedaillen in Auftrag gegeben. Ein goldenes Exemplar im Wert von 25 Dukaten erhielt Professor Hecker. Am 17. September 1835 starb Hecker in Rostock, noch im Amt und als Senior der Universität (seit 1823).
Peter Johann Hecker war seit dem 29. April 1785 verheiratet mit Margaretha Elisabeth, geb. Plitt (1765–1846), einer Tochter des Pastors Johann Herbold Plitt (1732–1807) in Neukirchen bei Bützow aus dessen erster Ehe mit der Schweriner Pastorentochter Dorothea, geb. Menckel (1741–1772). Bekannt ist eine Tochter, Franziska (* 2. Dezember 1795 in Stettin), über deren weiteres Schicksal man nichts weiß. Einer seiner Schwager war Heinrich Gustav Plitt, Ratsherr der Hansestadt Lübeck, der mit einer Halbschwester seiner Frau verheiratet war. Der Schwiegervater Johann Herbold Plitt galt als Förderer des mecklenburgischen Kartoffelanbaus und wurde „Kartoffelpastor“ genannt.

## Schriften (Auswahl)
- Über die Verwahrungsmittel wieder den Blitz. In: Gelehrte Beyträge zu den mecklenburg-schwerinschen Nachrichten, 1780, ZDB-ID 279215-1
- Wie die Größe des Theils der Oberfläche der Erde bestimmt, welcher von einer gewissen Höhe übersehen werden kann, nebst Anwendungen auf einige bisher unternommene Lustreisen. In: Gelehrte Beyträge zu den mecklenburg-schwerinschen Nachrichten, 1785
- Über den gewöhnlichen Vortrag der Anfangsgründe der Lehre von den entgegengesetzten Größen. 3 Bände, Adlersche Officin, Rostock 1799/1800.
(Band 1 – Band 2 – Band 3 – Digitalisate, GDZ – Universität Göttingen)